# Joseph-Henri Guiguet
Pour les articles homonymes, voir Guiguet.
Joseph-Henri Guiguet, né le 10 mars 1891 à Veyrins (Isère) et mort le 28 octobre 1979 à Corbelin (Isère) est un architecte et aviateur français de la Première Guerre mondiale, « As de l'aviation ».

## Biographie

### Origine et formation
Joseph-Henri Guiguet est né le 10 mars 1891 à Veyrins dans le département de l'Isère, du mariage de Joseph-Henri Guiguet, mécanicien, et de Marie-Joséphine Moine,.
Son père (né et mort à Corbelin, dont il fut le maire de 1892 à 1895) est le frère du peintre François Guiguet, sociétaire de la Société nationale des Beaux-Arts (Corbelin, 8 janvier 1860 - Corbelin, 3 septembre 1937) et de l'ébéniste et sculpteur sur bois Jules Guiguet (Corbelin, 11 novembre 1861 - 1912),.

### Aviateur
Appelé au 1er bataillon du génie le 10 octobre 1912 comme sapeur de 2e classe, il passe dans l'aviation à la  23e section d'aviation le 8 novembre 1912 puis au 1er groupe aéronautique de Toul le 1er janvier 1913. En 1914, il est observateur/photographe à l'escadrille HF 1. Il y est promu caporal le 15 décembre 1914 puis sergent le 19 février 1915. Il demande alors à suivre une formation de pilote.
Il se présente à l'école d'aviation de Pau avec René Dorme et Jean Raty, deux futurs As. Il obtient le brevet de pilote militaire no 968 le 24 mai 1915. Il sert d'abord au groupe des escadrilles du camp retranché de Paris, comme adjudant pilote. Il est nommé adjudant le 1er août 1915,.
Premier pilote à voler sur « Bébé » Nieuport, il se porte volontaire pour effectuer les essais des fusées Le Prieur, imaginées par l'enseigne de vaisseau Yves Le Prieur. Ces fusées se révèlent redoutables contre les ballons d'observation allemands. Le Prieur réfléchit à un système d’armes permettant de contrer les incursions des dirigeables Zeppelin qui bombardent les lignes sans riposte efficace. Yves Le prieur entreprend ses premiers essais en vol au Bourget. Le 24 février 1916, Joseph-Henri Guiguet fait une démonstration réussie en présence du président de la République Raymond Poincaré.
Le 22 mai 1916, jour de l’attaque contre le fort de Douaumont, il décolle avec sept autres pilotes dont Charles Nungesser et Jean Chaput. Leurs avions sont armés de fusées Le Prieur. Ils abattent alors six drachens d’observation situés sur la rive droite de la Meuse.

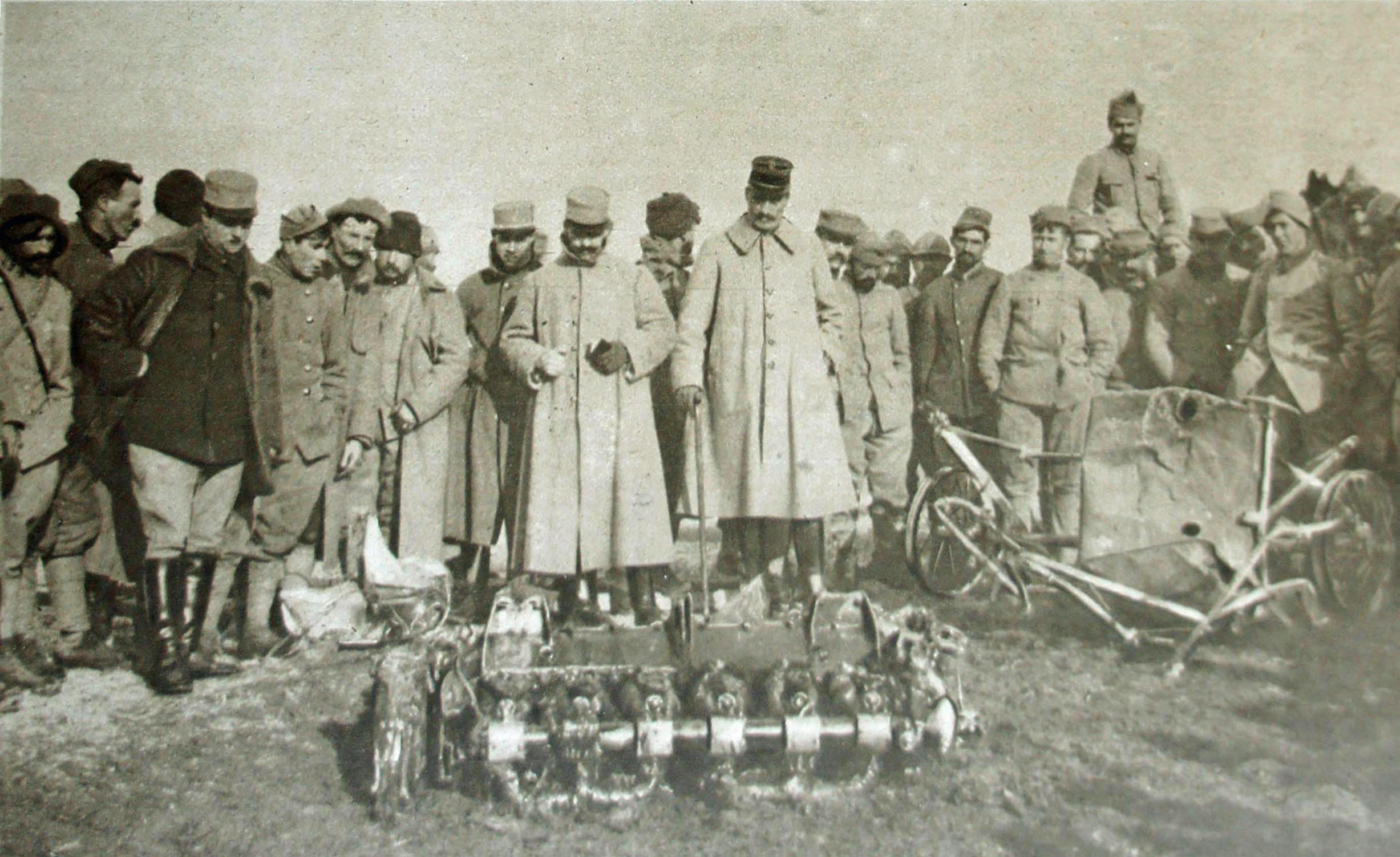
L'Escadrille des Cigognes avec le commandant Brocard une canne à la main, publication dans Le Miroir.

Le 18 juin 1916, il rejoint l'escadrille SPA 3 Cigognes, commandée par le capitaine Brocard. Grièvement blessé le 1er juillet 1916 dans la Somme lors d'une attaque de ballon captif, il reprend le combat à peine rétabli le 14 novembre suivant et remporte plusieurs victoires. Après avoir obtenu trois nouvelles victoires, il est de nouveau blessé, le 23 mai 1917 et doit être de nouveau évacué vers l'arrière. Le 30 novembre 1917, alors qu'il se trouve toujours en convalescence, il est promu officier avec le grade de sous-lieutenant. Il reprend du service le 19 août 1918.
Affecté à l'escadrille SPA 167 le 29 août 1918, il ajoute sa cinquième et dernière victoire de la guerre, accédant  au statut d'As. Son tableau de chasse compte cinq autres victoires non homologuées,,.

### Retour à Corbelin
Démobilisé le 8 octobre 1919, grand invalide à 145 %[Quoi ?], Joseph-Henri Guiguet revient à Corbelin. C'est alors qu'il fonde l'Union des mutilés et anciens combattants et en devient président,.
Avec son jeune frère Marcel, il crée en 1928 la société Marcel Guiguet et Compagnie (MGC) afin de réaliser la construction d'une moto considérée comme une réalisation d'avant-garde avec pour emblème « la Cigogne ». La production s'arrête en 1937.
Par la suite, Joseph-Henri Guiguet se consacre avec réussite à son métier d'architecte, activité qu'il poursuit jusqu'à l'âge de 80 ans. Il meurt à Corbelin dans l'Isère le 28 octobre 1979 où il est inhumé,.

## Distinctions
Entre autres distinctions, son courage, son abnégation et son esprit de sacrifice vaudront à cet As, crédité de cinq victoires aériennes officielles, cinq citations à l'ordre de l'armée. Il reçoit la médaille militaire le 31 mai 1916 après avoir remporté sa première victoire en détruisant un ballon le 22 mai. Nommé sous-lieutenant le 30 novembre 1917, Joseph-Henri Guiguet est titulaire de la Croix de guerre 1914-1918 avec quatre palmes et une étoile de bronze.
Après avoir été décoré de la Croix de guerre, il est nommé chevalier de l'ordre de la Légion d'Honneur le 28 décembre 1918 et décoré par le président de la République Raymond Poincaré.

Légion d'honneur.
Médaille militaire.
Croix de guerre 1914-1918.

| Victoire | Date             | Escadrille | Avions abattus | Lieu                       |
| -------- | ---------------- | ---------- | -------------- | -------------------------- |
| 1        | 22 mai 1916      | N 95       | Ballon         | Sivry (Meurthe-et-Moselle) |
| 2        | 15 décembre 1916 | N 3        | Biplace        | Barleux-Belloy (Somme)     |
| 3        | 20 décembre 1916 | N 3        | Biplace        | Marchélepot (Somme)        |
| 4        | 5 mai 1917       | N 3        | Biplace        | Guignicourt (Somme)        |
| 5        | 24 octobre 1918  | SPA 167    | Biplace        | Attigny                    |

## Pour approfondir